# A világ peremén (film, 2021)
A A világ peremén (eredeti cím: Edge of the World) 2021-ben bemutatott koprodukciós kaland filmdráma, amelyet Michael Haussman rendezett. A forgatókönyvet Rob Allyn írta, aki a film egyik producere is volt. A főbb szerepekben Jonathan Rhys Meyers, Atiqah Hasiholan, Dominic Monaghan, Hannah New és Josie Ho látható.
Az Amerikai Egyesült Államokban 2021. június 4-én mutatták be a mozikban.

## Cselekmény
A film James Brooke Sarawak rádzsájának a valós történetén alapul, akit Rudyard Kipling A király akar lenni című novellája és Joseph Conrad Lord Jim című regénye egyik inspirációs példájaként tartanak számon. Brooke a bengáli hadsereg egykori katonája volt, aki 1839-ben Borneóra hajózott (amely akkor még a brunei szultánság fennhatósága alatt állt), ahol segített a brunei szultán kormányzójának (Pengiran Indera Mahkota, a kormányzó címe) egy helyi lázadás leküzdésében, és hálából megkapta a kormányzói pozíciót azon a területen, amely később Sarawak Raj, az ő magánkirálysága lett. Az Egyesült Királyság királynője, Viktória lovaggá ütötte, mielőtt kinevezték volna az új koronagyarmat, Labuan kormányzójává. Brooke dinasztiája három generáción és egy évszázadon át tartott.

## Szereplők
| Szerep                               | Színész              | Magyar hang     |
| ------------------------------------ | -------------------- | --------------- |
| Sir James Brooke                     | Jonathan Rhys Meyers | Dányi Krisztián |
| Fatimah hercegnő                     | Atiqah Hasiholan     |                 |
| Arthur Chichester Crookshank ezredes | Dominic Monaghan     | Tóth Roland     |
| Madame Lim                           | Josie Ho             | Kereki Anna     |
| Elizabeth Crookshank                 | Hannah New           |                 |
| Sir Edward Beech                     | Ralph Ineson         |                 |
| Mahkota herceg                       | Bront Palarae        | Barát Attila    |
| Pengiran Badaruddin                  | Samo Rafael          |                 |
| Charles Brooke                       | Otto Farrant         | Borbíró András  |
| Subu                                 | Shaheizy Sam         |                 |
| Omar Ali Saifuddin II szultán        | Wan Hanafi Su        |                 |
| Orang Kaya                           | Peter John Jaban     |                 |
| Datu Patinggi Ali                    | Kahar Jini           |                 |
| Tujang                               | Yusuf Mahardika      |                 |

### Magyar változat
- Magyar szöveg: Szojka László
- Felvevő hangmérnök: Darvas Bence
- Hangmérnök és vágó: Hegyessy Ákos
- Gyártásvezető: Mészáros Szilvia
- Szinkronrendező: Tarján Péter
- Produkciós vezető: Legény Judit

A szinkront a Laborfilm Szinkronstúdió készítette el.

## A film készítése
Rob Allyn, a Margate House Films elnöke és vezérigazgatója (CEO) érdeklődni kezdett James Brooke életének megfilmesítése iránt, miután 2009-ben elolvasta George MacDonald Fraser regényét, amelyben egy lábjegyzetben találkozott a karakterrel. Egy szingapúri könyvesboltban rábukkant egy képeskönyvre is, amelynek címe „The White Rajah of Sarawak” volt, és amelyben Sarawak törzseinek és dzsungeleinek illusztrációi voltak láthatók. Miután 3 évig gondolkodott a filmről, Allyn és produkciós cége 2013-ban megpróbálta filmre vinni a történetet, amelyet eredetileg „The White Rajah” címmel kezdtek el forgatni. Később Jason Brooke, Anthony Brooke unokája, a Brooke Heritage Trust képviselője felvette a kapcsolatot Allynnel, és meghívta őt, hogy a filmet Indonézia helyett Sarawakban forgassa. A Trust emellett hozzáférést biztosított Allynnek a Brooke család különböző képeihez filmkészítési célokra. 2016 szeptemberében a Sarawak kormány jóváhagyta a tervet, és a Sarawak Turisztikai, Művészeti, Kulturális és Sportminisztériumon keresztül 39,01 millió ringgitot juttatott a projekt finanszírozására. A későbbi költségtúllépés azonban a költségeket 48,57 millió ringgitre (15 millió USA-dollárra) emelte. A projekt 30%-os pénzbeli visszatérítést kapott a „Film in Malaysia” irodától, a Malajziai Nemzeti Filmfejlesztési Társaság egyik részlegétől, amiért Malajziát választotta forgatási helyszínként és helyi produkciós céggel dolgozott együtt.
Allyn írta a forgatókönyvet, illetve fiaival, Conorral és Jake-kel, valamint Josie Ho-val és Conroy Channel együtt készítette a filmet. 2019-ben a film címe egyszerűen „Rajah”-ra változtatták, és szeptemberben közzétették a főszereplők listáját. A forgatás teljes egészében Sarawakban zajlott, 2019. szeptember 24-től október végéig. A film készítése Siniawanban, Bau kerületben fejeződött be. A projekt a Sarawak Turisztikai Hivatal támogatásával készült. A Brooke Heritage Trust technikai tanácsadóként működött közre.
2021 februárjában a film ismét átnevezésre került, ezúttal „Edge of the World” címre. A Samuel Goldwyn Films 2021 márciusában megszerezte az amerikai forgalmazási jogokat. A Signature brit forgalmazó cég mutatta be a filmet az Egyesült Királyságban.